# سياه خور (مقاطعة إسلام آباد غرب)
سياه‌خور (بالفارسية: سیاه‌خور) هي قرية تقع في كرمانشاه في إيران. يقدر عدد سكانها بـ 490 نسمة بحسب إحصاء 2016.